# Issam Krimi
Pour les articles homonymes, voir Krimi.
Issam Krimi (né le 12 septembre 1980 à Aubervilliers) est un pianiste, claviériste, compositeur, arrangeur et producteur de musique français
Influencé notamment par David Bowie, Radiohead, Miles Davis, Herbie Hancock, Keith Jarrett, Quincy Jones, Brian Eno, on lui reconnaît inventer « une musique au-delà des clivages stylistiques ».
Il consacre aujourd'hui son activité d'artiste entre la musique à l'image et le monde du hip-hop. Il a travaillé avec : Ninho, SCH, RimK, IAM, MC Solaar, Soprano, Dadju, Soolking, Youssoupha, Bigflo & Oli, Abd al-Malick, DJ Pone, Alonzo, Lino, Arsenik, Demi Portion, Georgio, Sianna, S.Pri Noir, Guizmo, JP Manova, Rocca, Disiz, Les Sages Poètes de la Rue, Sly Johnson, Mac Tyer, Soom T, Nneka, Lomepal, Niro, Sam’s, A2H, Eklips, Rocé, Doc Gyneco, Zayra...
Il fut cofondateur de Music Unit et est aujourd'hui président de la Guilde des artistes de la musique (GAM).

## Biographie
En 1986, il est élève en piano classique et solfège au conservatoire de Stains (Seine-Saint-Denis).
En 1992, son parcours musical se poursuit au Conservatoire à rayonnement régional d'Aubervilliers en piano classique, solfège et chant.
En 1996, il étudie en autodidacte la guitare électrique et monte un groupe de rock.
En 1998, il suit un cursus universitaire avec notamment des études de musicologie à l'université Paris-VIII, où il découvre en détail les œuvres de György Ligeti, Luciano Berio et Henri Dutilleux grâce à l’enseignement de Francis Bayer.
Parallèlement à cette culture contemporaine et classique, il étudie le jazz et les musiques improvisées auprès de Malo Vallois à l’École nationale de musique de Montreuil, l'harmonie auprès de Bernard Maury, l'arrangement auprès de Pierre Bertrand (Paris Jazz Big Band) et rencontre Andy Emler (MegaOctet).
Le pianiste Antoine Hervé le repère et sera son professeur de 2002 à 2004, et le producteur de son premier album en 2005.
Il se consacre essentiellement à ses propres projets et est sollicité par la pop, le rock et le hip-hop avec notamment le chanteur Néry, la chanteuse ZA ou bien le rappeur-slameur D' de Kabal. Par ailleurs, il se produit aussi aux côtés de Benoît Delbecq, Dgiz, Vincent Courtois, Stéphane Payen, Sylvaine Hélary, Christophe Monniot, Andy Emler, Cédric Piromalli...
Son goût prononcé pour les arts l’amène à travailler dans l'audiovisuel, notamment sur des productions de la chaine franco-allemande Arte (Metropolis, films documentaires...), ou bien avec des scénographes ou photographes comme Pierre Terrasson.
En 2007, il fonde l'association Instant sonore. Il en est le directeur artistique et y développe une véritable expérience pédagogique de création musicale avec les conservatoires, universités, etc. Par ailleurs, il est responsable du département Jazz et Musiques actuelles du Conservatoire de Paris 20e.
En 2008, il fonde le groupement d'artistes Music Unit en compagnie de Julien Chirol et Pierre Luzy.
À cette occasion est organisé une conférence de presse sur les mutations de l'industrie musicale avec comme intervenants : Benoît Hamon, Renaud Donnedieu de Vabres, Philippe Aigrain et Olivier Covo.
Avec Music Unit, il coproduit le premier album du groupe Some Like It Odd (sorti chez Le Chant du Monde - Harmonia Mundi). Avec l'ingénieur du son et musicien Pierre Luzy, ils officialisent l'appellation Post Jazz, titre de son album. Dans une entrevue au magazine Jazzman de décembre 2008, il en explique la signification : « Je crois à la possibilité d'être créatif et populaire, de faire une musique exigeante et pas intello » « Je plaide pour un retour au jazz, celui qu'on écoute tous massivement, qui était, avec Herbie et Miles, une musique populaire. »
En 2009, il produit (avec Pierre Luzy) un album concept en hommage à la célèbre chanteuse française Barbara, intitulé Barbara Piano Solo (Bee Jazz/Abeille Musique) et reçoit à l'occasion un CHOC Jazz Magazine et un très bel accueil critique et du public.
En 2011, il coproduit les nouveaux albums de Fred Pallem et Rémi Sciuto et monte un power trio avec Philippe Bussonnet (bassiste de Magma) et Julien Charlet autour de David Bowie et Michael Jackson.
En 2013, il écrit la musique du film Les Voix volées, première direction de Sarah Lasry. Et s'ensuit une nouvelle carrière de compositeur de musiques à l'image, en sont pour exemple : Père de Lotfi Achour (2014), film franco-tunisien, aux multiples prix dont le prix du public au Festival de Clermont-Ferrand et grand prix du Abu Dhabi Film Festival, François, le Pape qui veut changer le monde du réalisateur Hugues Nancy (2015, production Yami 2, diffusion France 2).
En 2014, il est producteur et directeur musical du « Mouv Live Show », la seule émission musicale du paysage audiovisuel français consacrée au hip-hop et où les artistes jouent avec un véritable orchestre de 10 musiciens (The Ice Kream). L'émission est diffusée à la radio sur Mouv', et à la télévision, sur Trace Urban puis France 4.
En 2017, il compose la musique originale du film documentaire Mafia et République réalisé par Christophe Bouquet, s'ensuit en 2018, celle pour le film Face à Carlos le chacal réalisé par Sophie Bonnet et Christophe Bouquet.
En 2018, avec le Festival d'Avignon et France Culture, il participe à la création et compose la musique originale de la pièce Gatsby, le magnifique, une adaptation du roman de Francis Scott Fitzgerald avec pour rôle titre le comédien et rappeur Sofiane Zermani. En 2019, ce sera pour la création originale La mort d'Achille de Wajdi Mouawad.
En 2020, avec Elegant People et Flair Production, il lance une nouvelle émission « Artiste & Co » diffusée sur France 2 dont le principe repose sur une carte blanche donnée à un grand artiste français.

## Hip Hop symphonique
En 2016, il est le directeur artistique et musicale du Hip Hop symphonique, création qui réunit l'Orchestre philharmonique de Radio France, The Ice Kream, et les artistes majeurs du Hip Hop français.
La première édition a eu lieu le 2 juillet 2016 à l'Auditorium de Radio France avec IAM, MC SOLAAR, Youssoupha, Bigflo & Oli, et Arsenik.
La deuxième édition a eu lieu le 30 novembre 2017 à l'Auditorium de Radio France avec Oxmo Puccino, Gaël Faye, Les Sages Poètes de la rue, Georgio et Black M.
La troisième édition a eu lieu le 31 octobre 2018 à l'Auditorium de Radio France avec Dosseh, Sniper, Fianso, S.Pri Noir et Wallen.
La quatrième édition a eu lieu le 12 novembre 2019 à l'Auditorium de Radio France avec Chilla, Ninho, Rim'K et SCH.

## Décorations
- Chevalier de l'ordre des Arts et des Lettres (2016)[17] par Audrey Azoulay, ministre de la Culture et de la Communication. La cérémonie a eu lieu le 25 octobre 2016 au ministère, rue de Valois.

## Filmographie
en tant que compositeur
- 2012 - Les Voix Volées - Sarah Lasry - Triade Films[18]
- 2014 - Père - Lotfi Achour - APA[19]
- 2015 - François, le Pape qui veut changer le monde - Hugues Nancy - Yami 2 / France 2
- 2017 - Mafia et République - Christophe Bouquet - Yami 2 / Arte
- 2018 - Benoit Hamon, fractures de campagne - Hugues Nancy - Nilaya Productions / France 3[20]
- 2018 - Face à Carlos le Chacal - Sophie Bonnet et Christophe Bouquet - KM / France 2
- 2019 - Tienanmen - Ian MacMillan - Yami 2, Alleycats Film / Arte et PBS[21]

## Discographie
En tant que leader
- 2005 - Eglogues3 - Nocturne
- 2008 - Post Jazz - Mélisse/Abeille Musique
- 2009 - Barbara Piano Solo - Bee Jazz/Abeille Musique

En tant que producteur
- 2008 - Some Like It Odd - Le Chant du monde/Harmonia Mundi
- 2011 - Rêves et fantasmes d'une chaussure ordinaire - WILDMIMI - Le Chant du monde/Harmonia Mundi
- 2011 - SOUNDTRAX - Fred Pallem & Le Sacre du tympan - Music Unit/L'Autre Distribution